# M68 (天体)
座標:  12h 39m 27.98s, −26° 44′ 38.6″
M68（NGC 4590）は、うみへび座にある球状星団。

## 概要
双眼鏡で小さく丸く星雲状に見える。口径8cmの望遠鏡から周囲の微星が見え始める。マラスは口径10cmの望遠鏡で見て「中心部が明るく周辺はうすれ、そこに星がバラバラと見える。最も明るい星以外は分かれない。西南に30'離れて5等星があり、黄色みをおびている」とした。球状星団としてはまばらな方で、口径20cm程度の望遠鏡で周辺部は完全に分離でき、口径30cmでは中心部まで分離できる。

## 観測史
1780年メシエによって発見されたが、いくつかの不審な誤りの結果、ウィリアム・ヘンリー・スミスはピエール・メシャンの発見と記録してしまった。この誤りは20世紀になってヘレン・ソーヤー・ホッグによって訂正された。
メシエは「うみへび座の星のない星雲。非常に微か。望遠鏡で見るのは大変難しい。近くに6等星がある」と記した。1786年ウィリアム・ハーシェルは「たくさんの微星に分解され、非常に密集しているので、大多数の星は径3'～4'の間に混じり合っている」とした。ジョン・ハーシェルは「球状星団。不正円形。中央部が次第に輝く。はっきり分かれる。12等星。周辺は乱雑でざらざらしている」とした。ウェップは「球状星団。よく分解される。12等星でそのうち1個は赤い」とした。